# Paulo Silas
Paulo Silas do Prado Pereira (Campinas, estado de São Paulo, Brasil, 27 de agosto de 1965), conocido simplemente como Silas, es un exfutbolista que se desempeñó como centrocampista y delantero durante su carrera. Además jugó para la selección brasileña 38 partidos. Actualmente se desempeña como comentarista de futbol de la cadena deportiva ESPN.

## Trayectoria
Durante su carrera como jugador profesional, la cual abarcó desde 1985 a 2004, tuvo la oportunidad de jugar en múltiples clubes de Brasil, Portugal, Uruguay, Argentina, Japón e Italia. En sus inicios como jugador tuvo una brillante actuación en el Mundial Sub-20 de 1985, del cual salió campeón, representando a Brasil, consiguiendo la distinción de ser el mejor jugador del torneo. Con el equipo principal de su país jugó 38 partidos y participó en las Copas Mundiales de 1986 y 1990.
Después de finalizar su carrera como jugador, fijo su residencia en Campinas donde tuvo una breve experiencia con una franquicia de pasteles, y también ha participado en un proyecto que ayuda a "Atletas de Cristo" junto a Alex Dias Ribeiro.
Después optó por convertirse en entrenador de fútbol, empezando como técnico auxiliar de su amigo Zetti y actualmente ejerce la función principal. Durante su trayectoria como entrenador ha dirigido importantes clubes de Brasil, como Fortaleza, Avaí, Gremio y Flamengo.

## Selección nacional
Silas fue convocado a la Selección Brasileña en 38 oportunidades incluyendo las Copas del Mundo de 1986 y 1990. También disputó el Mundial Sub-20 de 1985 en donde obtuvo el premio al mejor jugador (Balón de Oro).

### Participaciones en Copas del Mundo
| Mundial                        | Sede            | Resultado        |
| ------------------------------ | --------------- | ---------------- |
| Copa Mundial Juvenil de 1985   | Unión Soviética | Campeón          |
| Copa Mundial de Fútbol de 1986 | México          | Cuartos de final |
| Copa Mundial de Fútbol de 1990 | Italia          | Octavos de final |

|Campeón
|}

### Participaciones en Copa América
| Copa              | Sede   | Resultado |
| ----------------- | ------ | --------- |
| Copa América 1989 | Brasil | Campeón   |

## Clubes

### Como jugador
| Club                  | País      | width="127 "\|Año |
| --------------------- | --------- | ----------------- |
| Sao Paulo             | Brasil    | 1983-1988         |
| Sporting de Lisboa    | Portugal  | 1988-1990         |
| Central Español       | Uruguay   | 1990              |
| Cesena                | Italia    | 1990-1991         |
| Sampdoria             | Italia    | 1991-1992         |
| Internacional         | Brasil    | 1992-1993         |
| San Lorenzo           | Argentina | 1994-1997         |
| Sao Paulo             | Brasil    | 1997              |
| Kyoto Purple Sanga    | Japón     | 1998-2000         |
| Atlético Paranaense   | Brasil    | 2000              |
| Ituano FC             | Brasil    | 2001              |
| América               | Brasil    | 2001-2002         |
| Portuguesa Santista   | Brasil    | 2002              |
| Internacional Limeira | Brasil    | 2003              |

### Como entrenador
| Club            | País   | Año       |
| --------------- | ------ | --------- |
| Fortaleza       | Brasil | 2007      |
| Avaí            | Brasil | 2007-2009 |
| Grêmio          | Brasil | 2009-2010 |
| Flamengo        | Brasil | 2010      |
| Avaí            | Brasil | 2011      |
| Al-Arabi        | Catar  | 2011-2012 |
| Al-Gharafa      | Catar  | 2012-2013 |
| Náutico         | Brasil | 2013      |
| América Mineiro | Brasil | 2013-2014 |
| Portuguesa      | Brasil | 2014      |
| Ceará           | Brasil | 2015      |
| Avaí            | Brasil | 2016      |

## Palmarés

### Como jugador

#### Torneos regionales
| Título                | Equipo              | Región             | Año  |
| --------------------- | ------------------- | ------------------ | ---- |
| Campeonato Paulista   | São Paulo           | São Paulo          | 1985 |
| Campeonato Paulista   | São Paulo           | São Paulo          | 1987 |
| Campeonato Gaúcho     | SC Internacional    | Río Grande del Sur | 1992 |
| Campeonato Carioca    | Vasco da Gama       | Río de Janeiro     | 1994 |
| Campeonato Paranaense | Atlético Paranaense | Paraná             | 2000 |

#### Campeonatos nacionales
| Título           | Equipo                 | País      | Año  |
| ---------------- | ---------------------- | --------- | ---- |
| Serie A          | São Paulo              | Brasil    | 1986 |
| Supercoppa       | Sampdoria              | Italia    | 1991 |
| Copa de Brasil   | SC Internacional       | Brasil    | 1992 |
| Primera División | San Lorenzo de Almagro | Argentina | 1995 |

#### Campeonatos internacionales
| Título         | Equipo                     | Sede            | Año  |
| -------------- | -------------------------- | --------------- | ---- |
| Mundial Sub-20 | Selección Brasileña Sub-20 | Unión Soviética | 1985 |
| Copa América   | Selección Brasileña        | Brasil          | 1989 |

### Como entrenador

#### Torneos regionales
| Título                 | Equipo | Región             | Año  |
| ---------------------- | ------ | ------------------ | ---- |
| Campeonato Catarinense | Avaí   | Santa Catarina     | 2009 |
| Campeonato Gaúcho      | Grêmio | Río Grande del Sur | 2010 |
| Copa do Nordeste       | Ceará  | Región Nordeste    | 2015 |

#### Torneos nacionales
| Título                 | Equipo     | País  | Año  |
| ---------------------- | ---------- | ----- | ---- |
| Copa del Jeque Jassem  | Al-Arabi   | Catar | 2011 |
| Copa del Emir de Catar | Al-Gharafa | Catar | 2012 |

### Distinciones individuales
| Distinción                      | Año  |
| ------------------------------- | ---- |
| Balón de Oro del Mundial Sub-20 | 1985 |

- Datos: Q125063
- Multimedia: Paulo Silas / Q125063